# 韦尔农
韦尔农（法語：Vernon，法語發音：[vɛʁnɔ̃]），法国中北部城市，诺曼底大区厄尔省的一个市镇，隶属于莱桑德利区，其市镇面积为34.9平方公里，2022年1月1日时人口数量为24,841人，是该省人口第二多的市镇，在法国城市中排名第373位。
韦尔农位于厄尔省东南部，与伊夫林省接壤，是塞纳河进入诺曼底后流经的第一座城市。韦尔农市区位于河流左岸，距离吉维尼莫奈花园约5公里。韦尔农是一个区域性的中心城市，历史上因塞纳河航路而为重要的商业码头，现代则有巴黎－勒阿弗尔铁路由此通过，同时也是法兰西岛大区铁路J线的终点站，自2020年起被INSEE划为巴黎城市辐射区的组成部分。

## 地名来源
“韦尔农”一名最初于公元10世纪左右，以的形式被记载，其中“Ver-”这一前缀来源于高卢语，意为桤木，可能与当地的自然环境有关；“-um”后缀则意为“集市”。

## 历史

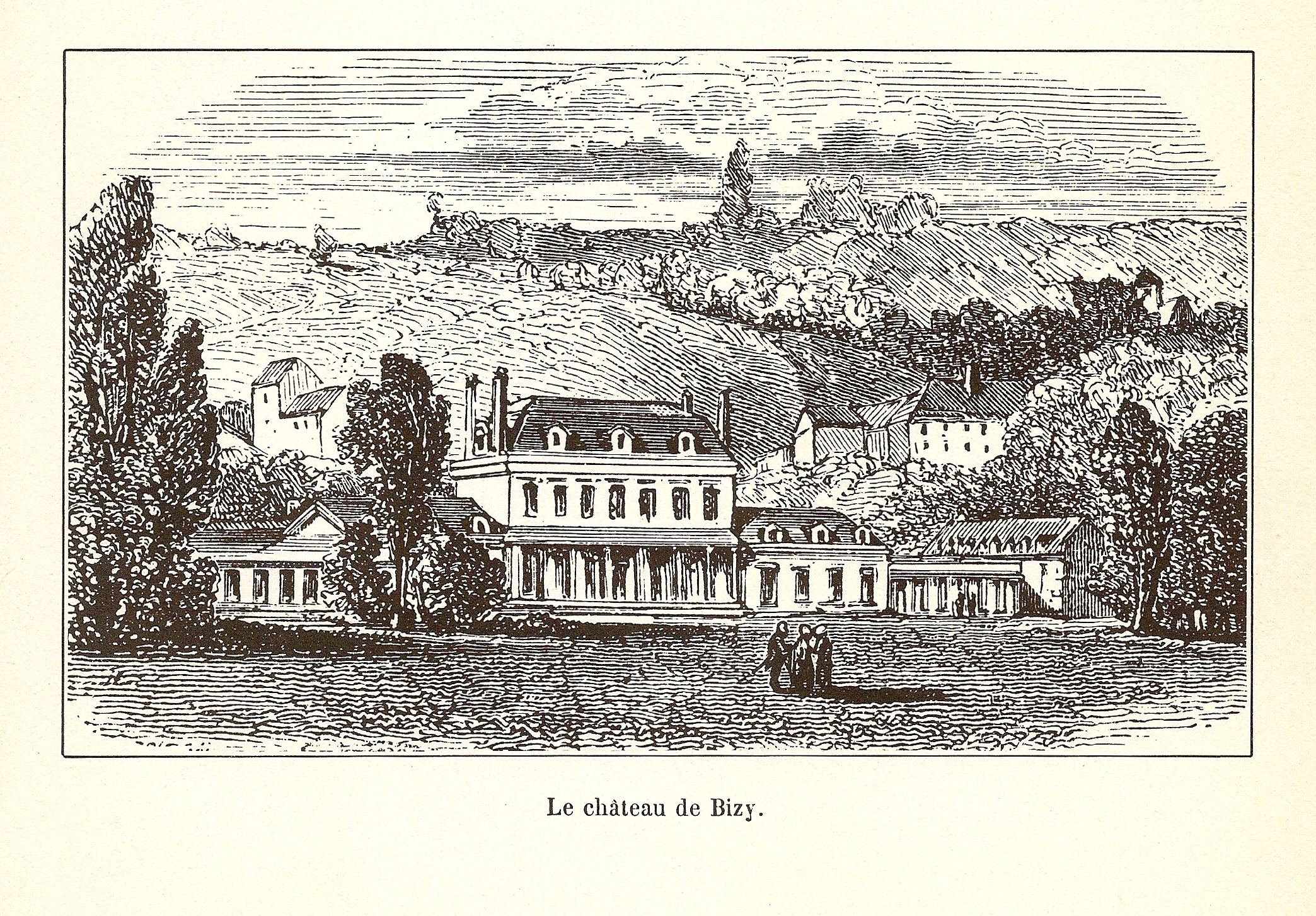
比济城堡

韦尔农历史悠久，当地的奥皮杜姆建于高卢时期，而对该地的记载则最早出现于1049年。彼时韦尔农是诺曼底公国的一部分，靠近法兰西王国的边境，军事战略地位较为重要。1077年，埃夫勒主教吉尔伯特·菲茨·奥斯本在此建立了一处圣母教堂。1200年，根据《古莱条约》，韦尔农所属的埃夫勒伯爵被法兰西国王路易八世继承。14世纪初，居住于当地的比济家族在此修建了比济城堡。英法百年战争期间，韦尔农多次被英格兰军队占领，最终于1449年被查理八世收复。17世纪后，随着塞纳河航运的发展，韦尔农城市逐渐得到扩张，成为重要的商业码头。法国大革命后，韦尔农成为厄尔省的一个市镇。1792年，比济（Bizy）和加米伊（Gamilly）两个市镇并入韦尔农；1804年，韦尔诺内（Vernonnet）亦整体并入韦尔农市镇范围。工业革命期间，连接巴黎和韦尔农的铁路线于1843年建成，后成为巴黎－勒阿弗尔铁路的组成部分。1859年，一座横跨塞纳河的大型桥梁建成。二战初期，韦尔农曾遭到纳粹德军的猛烈轰炸，造成当地47名居民遇难，1944年8月，韦尔农在英国元帅伯納德·蒙哥馬利军队的帮助下获得解放。二战后，韦尔农市区进一步得到扩张；随着通勤列车的开行，韦尔农成为巴黎西部的一座远郊卫星城。2017年1月1日，韦尔农由埃夫勒区划至莱桑德利区。

## 地理

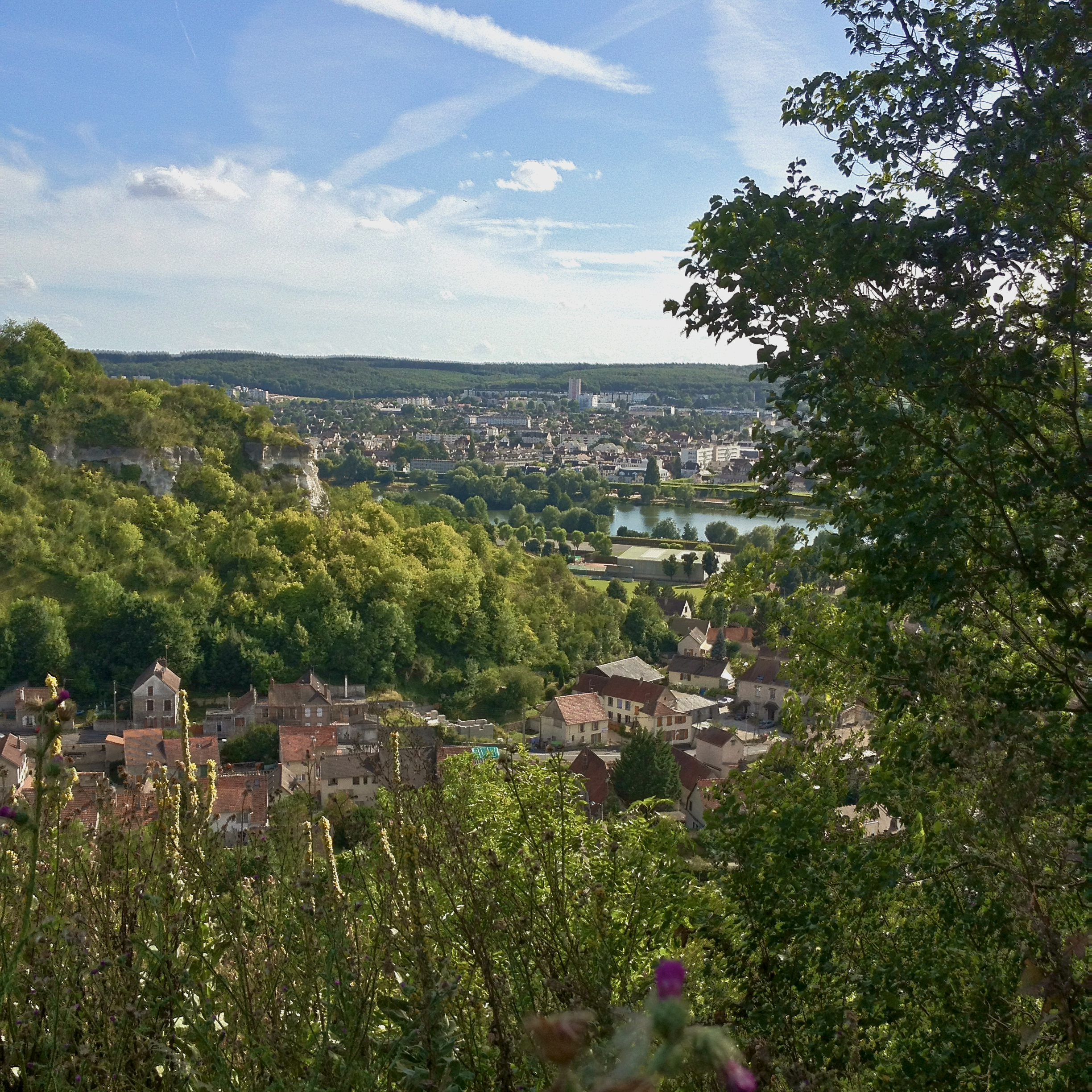
远眺韦尔农

韦尔农位于法国中北部偏西，诺曼底大区东南部和厄尔省东南部，距离省会埃夫勒大约32公里。与韦尔农接壤的市镇包括：布拉吕、圣马塞尔、拉厄尼耶尔、普雷萨尼洛格约、埃普特河畔韦克桑。

### 地形
韦尔农位于巴黎盆地西北部，市中心地形平坦，地势自塞纳河畔向两侧抬升，全境海拔在10到148米之间。

### 水文
塞纳河干流自东南向西北流经境内，该河韦尔农段有多处河心岛，其中面积最大的是圣让岛（Île Saint-Jean），在河流搬运的作用下，该岛与塞纳河右岸已基本连为一体。

### 植被
韦尔农属于温带落叶林区，林地广泛分布于河流两岸。

### 气候
韦尔农在柯本气候分类法中属于温带海洋性气候。
距离韦尔农最近的气象站位于埃夫勒，以下为该气象站的数据：
| 埃夫勒1981年－2019年 | 埃夫勒1981年－2019年 | 埃夫勒1981年－2019年 | 埃夫勒1981年－2019年 | 埃夫勒1981年－2019年 | 埃夫勒1981年－2019年 | 埃夫勒1981年－2019年 | 埃夫勒1981年－2019年 | 埃夫勒1981年－2019年 | 埃夫勒1981年－2019年 | 埃夫勒1981年－2019年 | 埃夫勒1981年－2019年 | 埃夫勒1981年－2019年 | 埃夫勒1981年－2019年 |
| 月份                 | 1月                  | 2月                  | 3月                  | 4月                  | 5月                  | 6月                  | 7月                  | 8月                  | 9月                  | 10月                 | 11月                 | 12月                 | 全年                 |
| -------------------- | -------------------- | -------------------- | -------------------- | -------------------- | -------------------- | -------------------- | -------------------- | -------------------- | -------------------- | -------------------- | -------------------- | -------------------- | -------------------- |
| 历史最高温 °C（°F）  | 15.1 (59.2)          | 20 (68)              | 22.8 (73.0)          | 27.6 (81.7)          | 30 (86)              | 35.9 (96.6)          | 40.9 (105.6)         | 41.4 (106.5)         | 33.9 (93.0)          | 28.3 (82.9)          | 20.8 (69.4)          | 16 (61)              | 41.4 (106.5)         |
| 平均高温 °C（°F）    | 6.6 (43.9)           | 7.6 (45.7)           | 11.2 (52.2)          | 14.2 (57.6)          | 17.8 (64.0)          | 21.1 (70.0)          | 23.8 (74.8)          | 23.8 (74.8)          | 20.3 (68.5)          | 15.6 (60.1)          | 10.2 (50.4)          | 6.9 (44.4)           | 14.9 (58.8)          |
| 日均气温 °C（°F）    | 3.9 (39.0)           | 4.3 (39.7)           | 7.2 (45.0)           | 9.4 (48.9)           | 13 (55)              | 16 (61)              | 18.4 (65.1)          | 18.4 (65.1)          | 15.4 (59.7)          | 11.7 (53.1)          | 7.1 (44.8)           | 4.3 (39.7)           | 10.8 (51.4)          |
| 平均低温 °C（°F）    | 1.2 (34.2)           | 1.1 (34.0)           | 3.1 (37.6)           | 4.7 (40.5)           | 8.2 (46.8)           | 11 (52)              | 13 (55)              | 13 (55)              | 10.4 (50.7)          | 7.8 (46.0)           | 4 (39)               | 1.6 (34.9)           | 6.6 (43.9)           |
| 历史最低温 °C（°F）  | −18.6 (−1.5)         | −15 (5)              | −10.7 (12.7)         | −4.4 (24.1)          | −2 (28)              | −0.6 (30.9)          | 4.2 (39.6)           | 1.9 (35.4)           | 0.2 (32.4)           | −4.6 (23.7)          | −8.9 (16.0)          | −14 (7)              | −18.6 (−1.5)         |
| 平均降水量 mm（）    | 50.6 (1.99)          | 41.2 (1.62)          | 47.4 (1.87)          | 46 (1.8)             | 55.7 (2.19)          | 51.6 (2.03)          | 52.4 (2.06)          | 38.2 (1.50)          | 50.3 (1.98)          | 61 (2.4)             | 50.5 (1.99)          | 59.7 (2.35)          | 604.6 (23.80)        |
| 月均日照時數         | 65.6                 | 79.9                 | 122.4                | 166.6                | 192.1                | 212.4                | 216.3                | 205                  | 169.6                | 122.1                | 72.7                 | 59.8                 | 1,684.5              |
| 来源：infoclimat.fr  |                      |                      |                      |                      |                      |                      |                      |                      |                      |                      |                      |                      |                      |

## 行政区划
韦尔农是法国诺曼底大区厄尔省的一个市镇，编号为27681。韦尔农隶属于莱桑德利区和厄尔省第五选区，管理韦尔农县，同时也是塞纳诺曼底城市圈公共社区的办公驻地。
韦尔农市镇被划为10个街区，自2015年起实行街区自治制度。
法国国家统计与经济研究所（简称）在进行数据统计时，将韦尔农及相邻的另外2个市镇设为韦尔农城市核心区和韦尔农城市区。自2020年起，韦尔农城市区被包1,949个市镇的巴黎城市辐射区代替。同时，还将韦尔农市镇分为了10个“块区”（IRIS），以便于统计人口分布情况。

## 交通

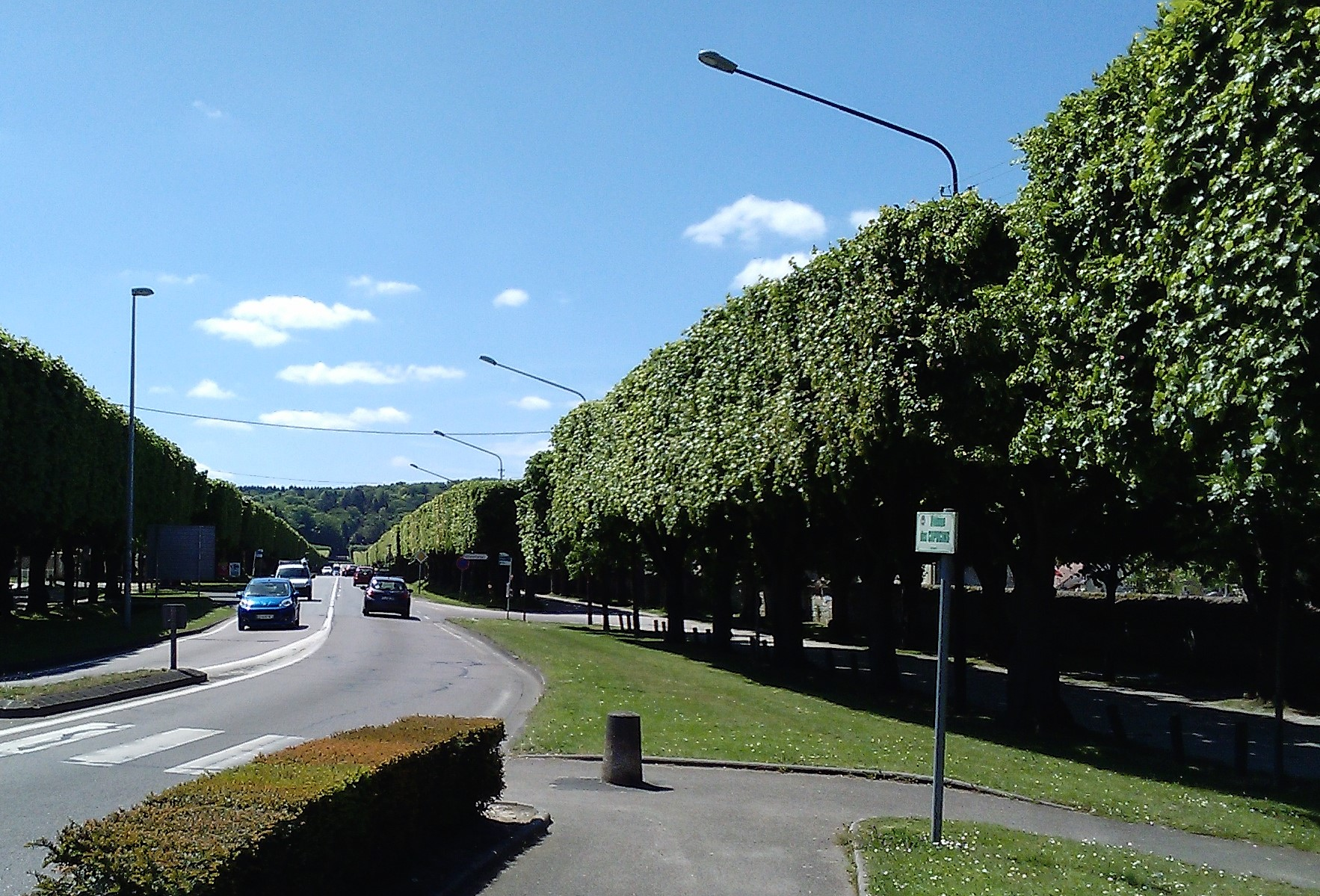
韦尔农卡普桑大道

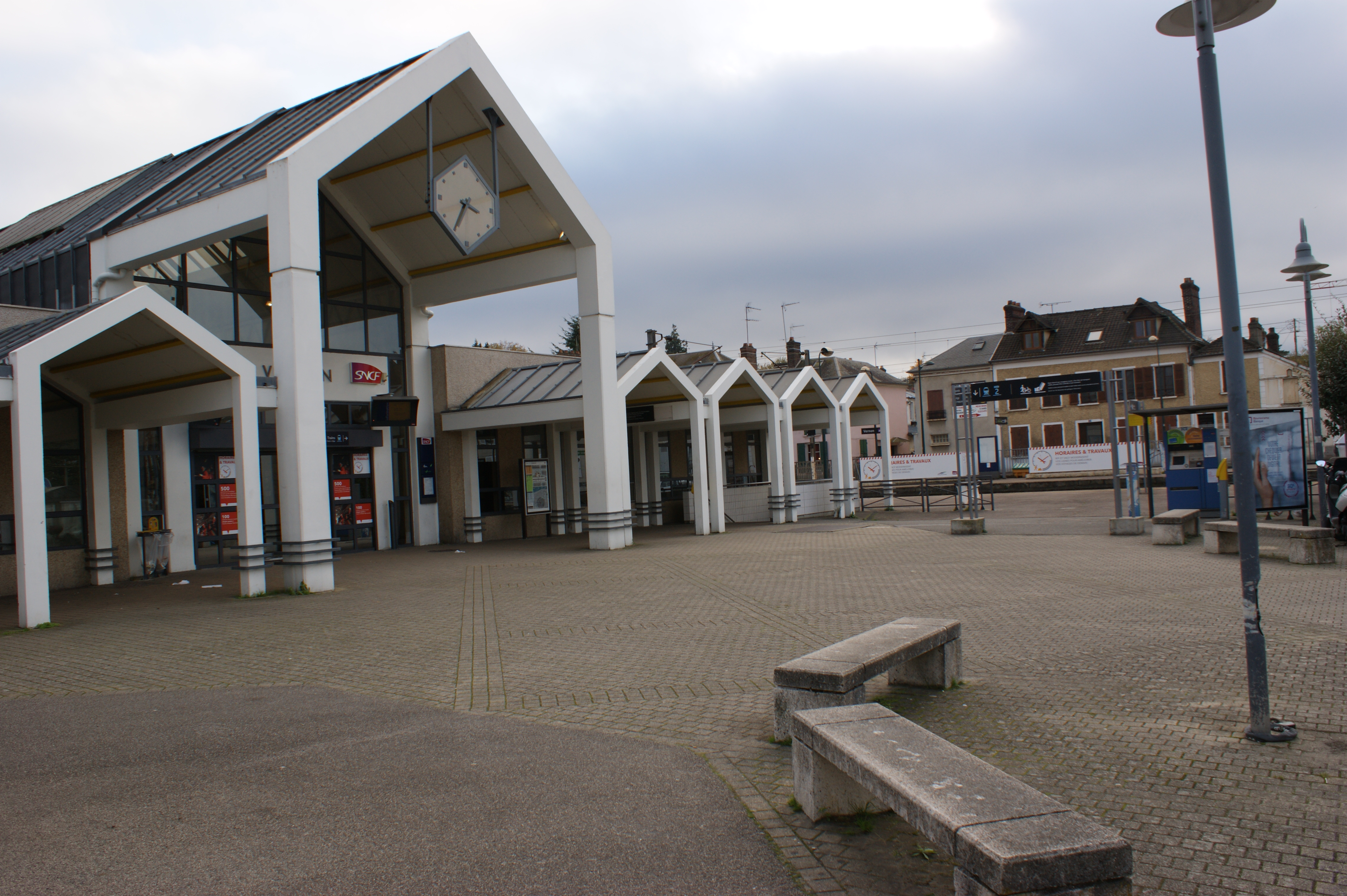
韦尔农-吉维尼火车站

### 公路
多条厄尔省省道在韦尔农境内交汇。诺曼底大区下属的城际客运提供巴士线路，可前往埃夫勒、日索尔、莱桑德利、卢维耶等地。
2017年，68.3%的韦尔农家庭拥有至少一辆的私人汽车。2018年，韦尔农境内共发生各类交通事故32起，造成1人遇难，35人受伤。

### 铁路
韦尔农位于巴黎－勒阿弗尔铁路上，该铁路沿塞纳河延伸，是法国重要的铁路干线。韦尔农-吉维尼站位于市区中部，该站停靠往返于巴黎和鲁昂一线的区域列车，同时也是法兰西岛大区铁路J线的一个终点，由此前往巴黎市中心最短旅行时间约1小时。

### 航空
距离韦尔农最近的民用航空站为巴黎戴高乐机场，距离韦尔农市中心的公路里程约98公里。

### 城市公共交通
塞纳-诺曼底公共交通（商业名称为）是当地的城市公共交通系统。截至2021年3月，该系统共包括10条公交线路，路网覆盖了韦尔农市区内的主要街道和居民区。

## 政治

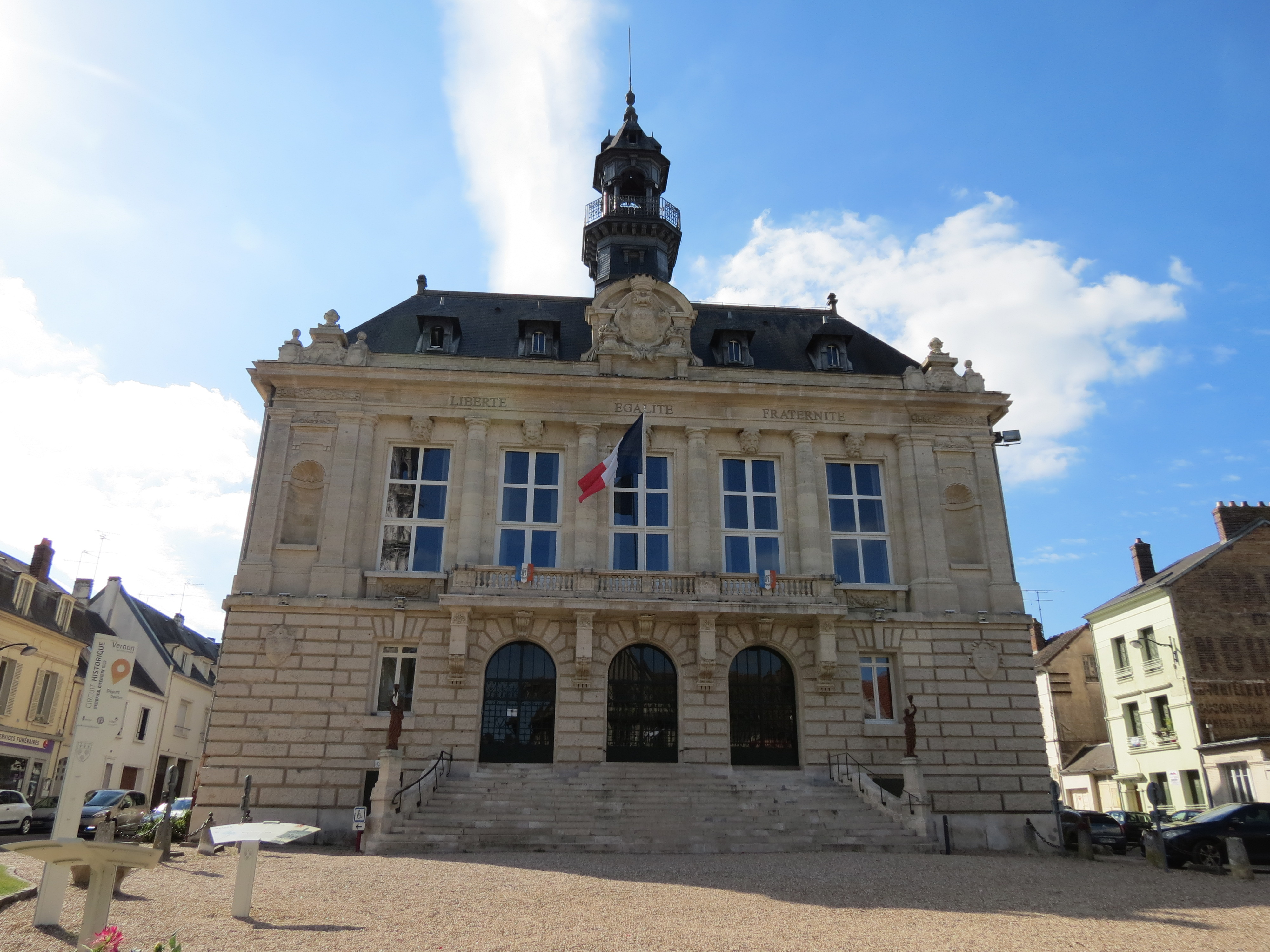
韦尔农市政厅

韦尔农的现任市长为弗朗索瓦·乌齐约先生，他是一名无党派人士，在2020年的市政选举中获得了66.38%的支持率。
在2017年的法国总统大选中，法国第25任总统埃马纽埃尔·马克龙在韦尔农获得了71.42%的支持率。
| 韦尔农历届市长 |                     |                                |
| 任期           | 市长                | 党派                           |
| 1944年－1946年 | 阿尔贝·普托         | 不详                           |
| 1946年－1977年 | 乔治·阿泽米亚       | SFIO工人国际法国支部 →PS社会党 |
| 1977年－1980年 | 吕西安·波米耶       | PCF法国共产党                  |
| 1980年－1983年 | 乔治·阿泽米亚       | PS社会党                       |
| 1983年－2001年 | 让-克洛德·阿斯夫    | RPR保衛共和聯盟                |
| 2001年－2008年 | 让-吕克·米罗        | UMP人民运动联盟                |
| 2008年－2014年 | 菲利普·阮成         | PS社会党                       |
| 2014年－2015年 | 塞巴斯蒂安·勒科尔尼 | UMP人民运动联盟 →LR共和黨      |
| 2015年－       | 弗朗索瓦·乌齐约     | LR共和黨 →無黨籍               |

## 人口
2017年，韦尔农市镇人口数量为23,872，在法国排名第373位。其中男性11,216人，女性12,656人，75岁及以上人口占8.1%，外籍人口数量为5,788人，人口密度为684人/平方公里，当地居民被称为（男性）或（女性）。2018年，韦尔农境内出生374人，死亡人口239人。
| 年份   | 1936   | 1946   | 1954   | 1962   | 1968   | 1975   | 1982   | 1990   | 1999   | 2006   | 2011   | 2016   | 2018   |
| ------ | ------ | ------ | ------ | ------ | ------ | ------ | ------ | ------ | ------ | ------ | ------ | ------ | ------ |
| 人口數 | 11,330 | 11,242 | 14,460 | 17,247 | 18,872 | 22,422 | 22,243 | 23,659 | 24,056 | 24,018 | 24,772 | 23,705 | 23,777 |

## 经济

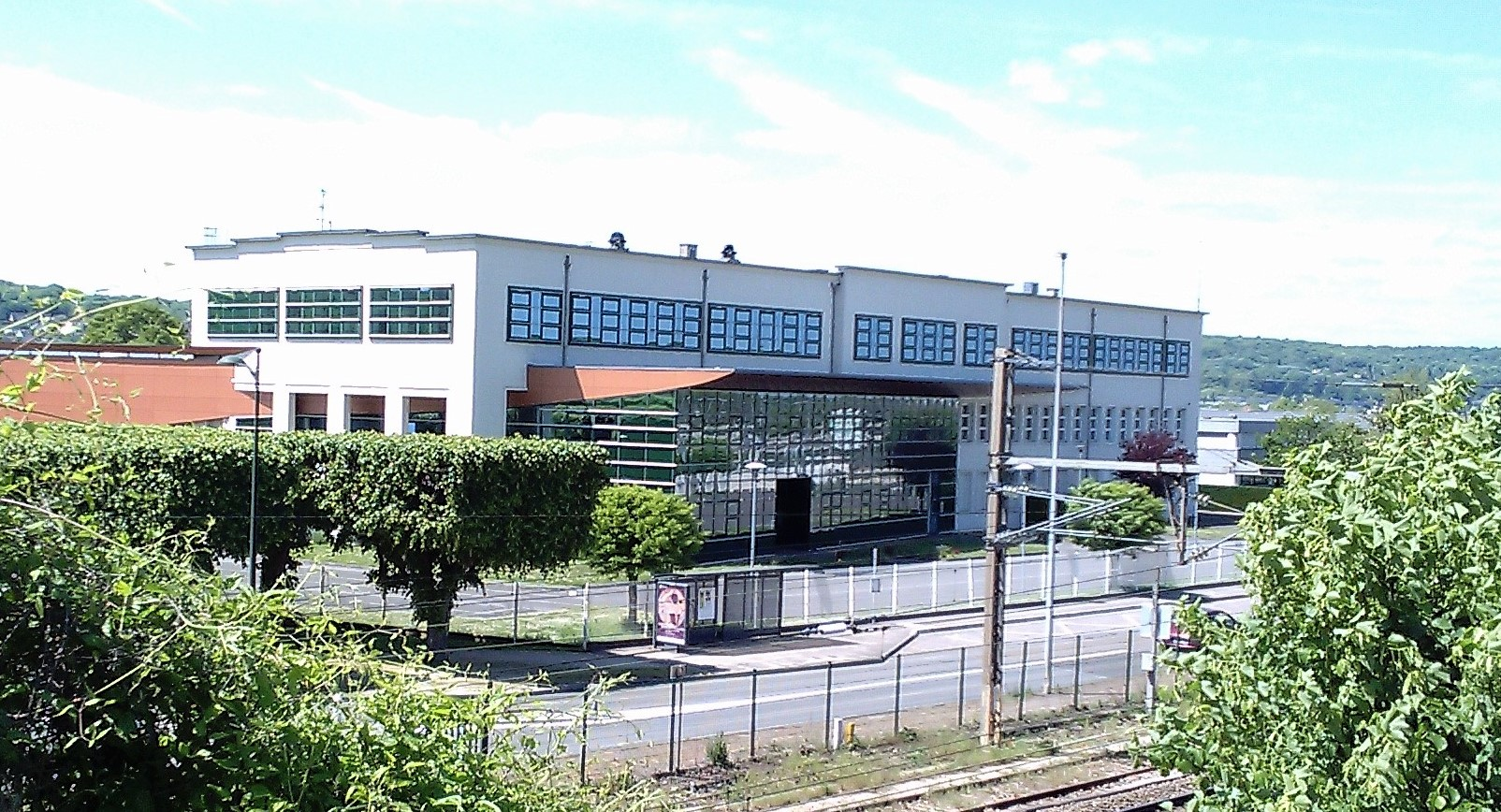
韦尔农境内的一处工业园

韦尔农是一个区域性的中心城市，当地共有各类用人单位2,964家，平均历史为15年，其中98.8%为中小型企业（PME）。（家用设施销售）、（造船）及（汽车销售）是当地2019年营业额最高的三个企业，分别为68,927,788欧元、16,235,308欧元和15,552,865欧元。

## 财政收入
2019年，韦尔农的财政收入总额为28,543,000欧元，财政支出总额为24,896,200欧元，当年的债务总额为30,300,000欧元。
2015年，韦尔农的人均月收入总额为2,682欧元，其中高级职员为4,578欧元，中级职员为2,680欧元，普通职员为1,912欧元。
2017年，韦尔农境内的青壮年（15至64岁）失业率为17.9%，当地47.6%的家庭拥有纳税资格。

## 社会事务

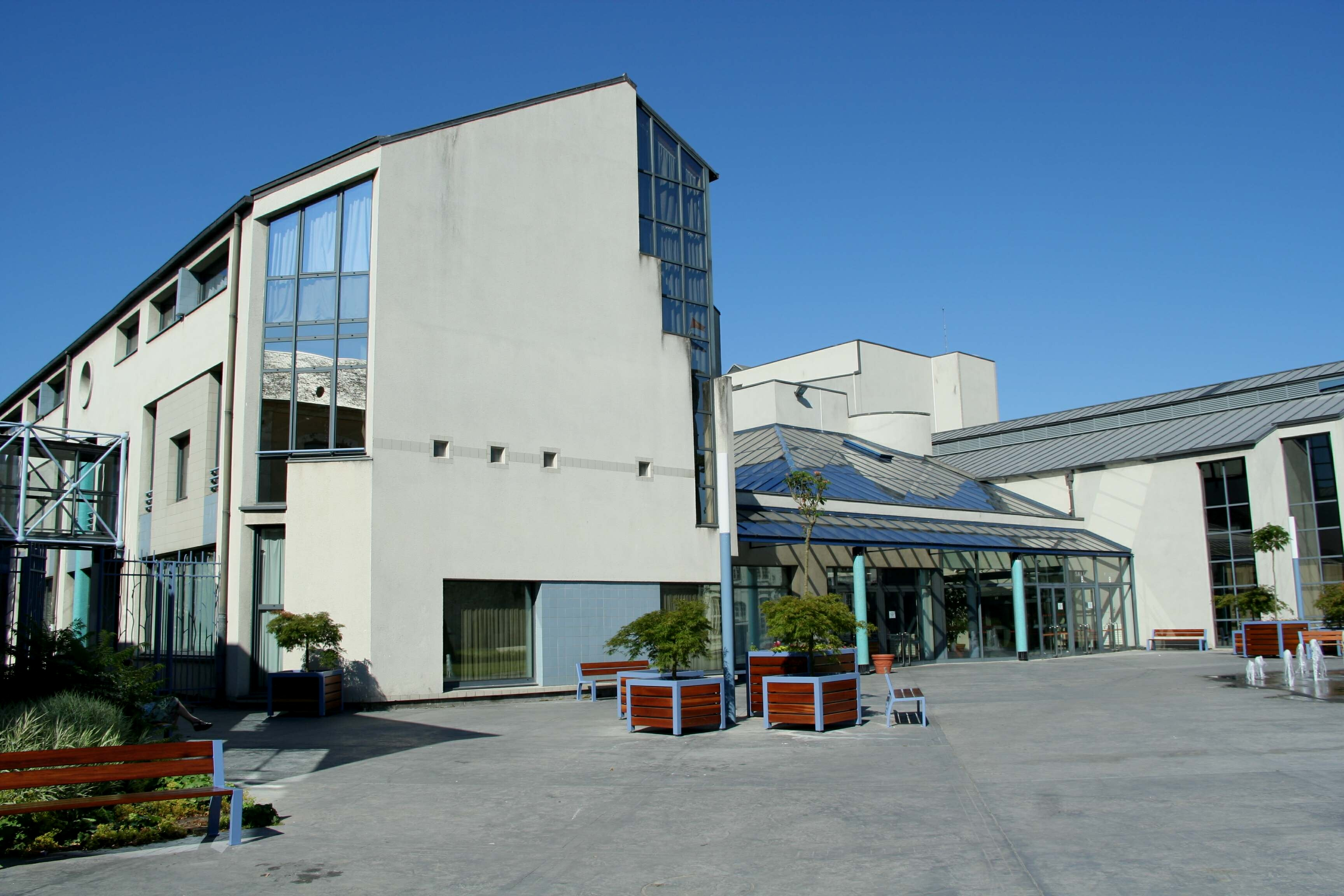
位于韦尔农市区的腓力二世文化中心

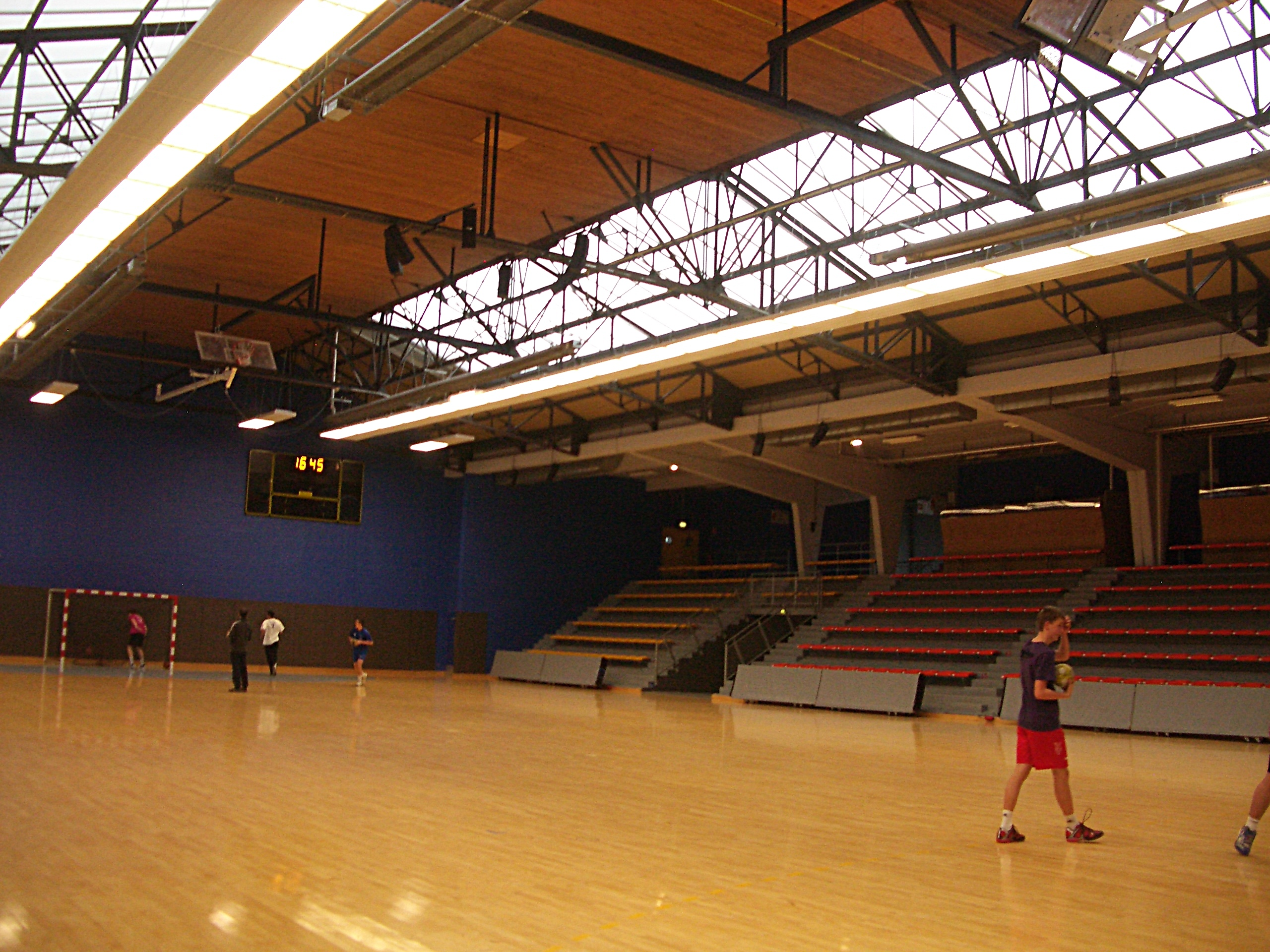
韦尔农格勒瓦兰体育馆

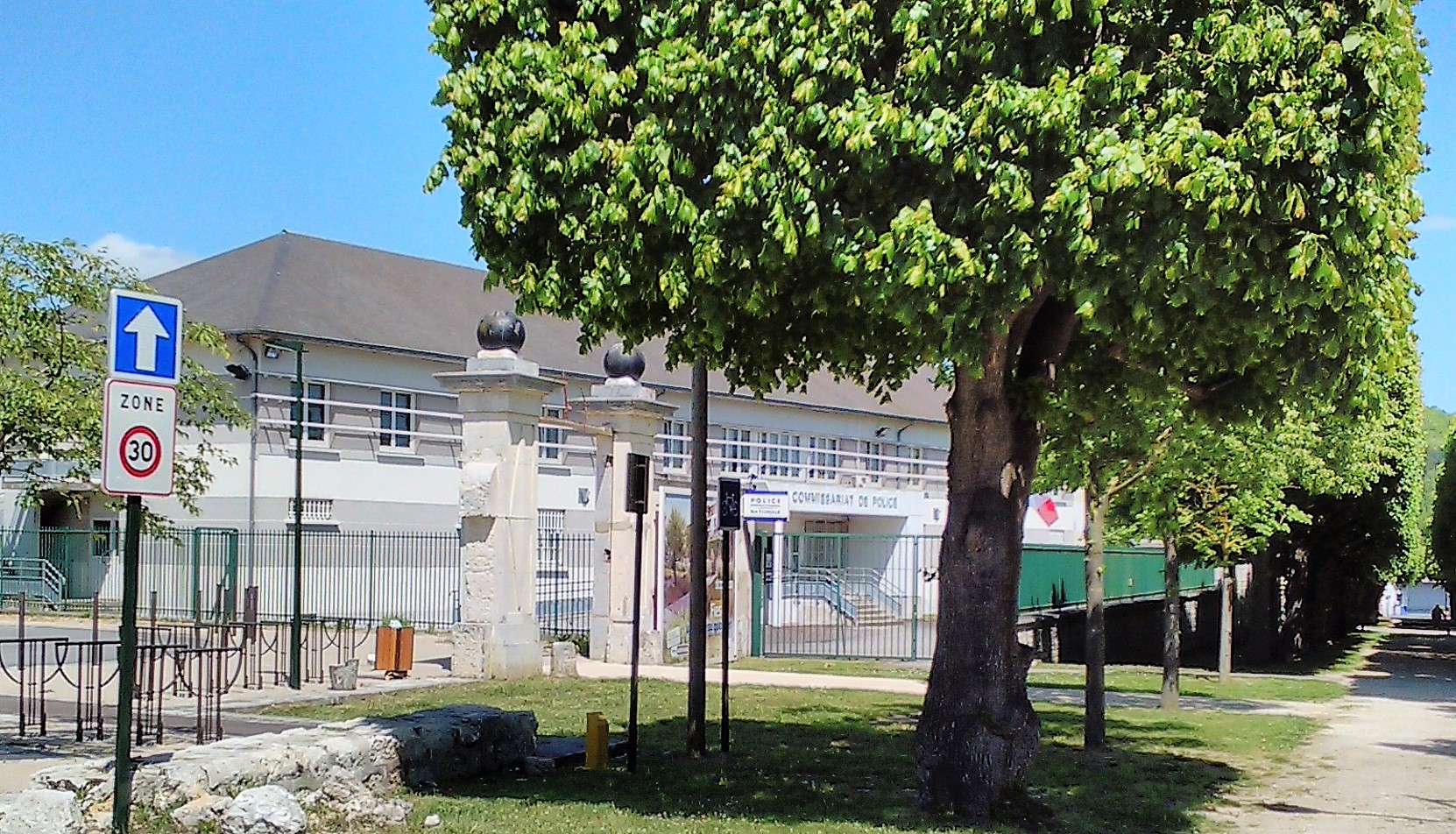
韦尔农派出所

### 教育
韦尔农属于鲁昂学区。截止2019年1月1日，韦尔农境内共有9所幼儿园、12所小学、5所初级中学、2所普通高中和2所职业高中。2018至2019学年度，韦尔农境内共有在校中等教育阶段学生4,123名。

### 医疗
截止2019年1月1日，韦尔农境内共有全科医生19名、保健师29名、牙医16名、护士13名、耳科医生2名、眼科医生8名、助产士6名和妇科医生2名。境内共有药房9家、养老院5家、残疾人帮扶中心4家。
韦尔农是“厄尔-塞纳中心医院”（Centre Hospitalier Eure-Seine）的服务范围，后者是法国的一个区域性医疗机构，其主病区位于埃夫勒，是当地规模最大的公立综合性医院，此外该机构在韦尔农亦建有一处分院，设有多个科室。

### 住房
2017年，韦尔农境内共有各类住房11,997套，其中44%为独立式居民区，55%为集中式居民区。常住房屋占韦尔农市镇范围内居民建筑总量的86.2%。
在住房保障政策方面，2017年，韦尔农境内共有2,874户家庭获得了住房经济补助，受益人数占总人口数量的12%，其中2,759份为房租补助。

### 商业
2019年，韦尔农境内共有各类实体商铺629家，其中餐厅96家、大型超市5家、杂货店12家、面包房19家、肉铺7家、书店9家、装饰品店3家、银行门店12家、美容美发店45家、汽车维修店25家。市区西部建有大型开放式商业街区。

### 体育
2019年，韦尔农境内共有8间体育馆、2座综合体育场、7处网球场、2处足球或橄榄球场以及4处篮球或排球场。
韦尔农诺曼底之门体育会是当地的一支足球队，成立于1948年，2020至2021赛季参加诺曼底大区足球联赛。

### 环境
韦尔农的环境事务由其所属的公共社区负责。2019年，韦尔农境内共有4家污染企业。

### 治安
2019年，韦尔农市镇范围内有1处派出所。
2014年，韦尔农及附近地区共发生各类案件1,894起，其中盗窃类案件1,093起，经济类案件221起，毒品交易类案件140起。

## 文化
2019年，韦尔农境内共有1家剧场、1家电影院、1家博物馆和1家音乐厅。韦尔农市政府提供多媒体中心，向公众全年开放。

### 建筑
韦尔农境内有多处法国国家文物保护单位，其中韦尔农圣母大教堂、比济城堡等为当地的代表性建筑物。

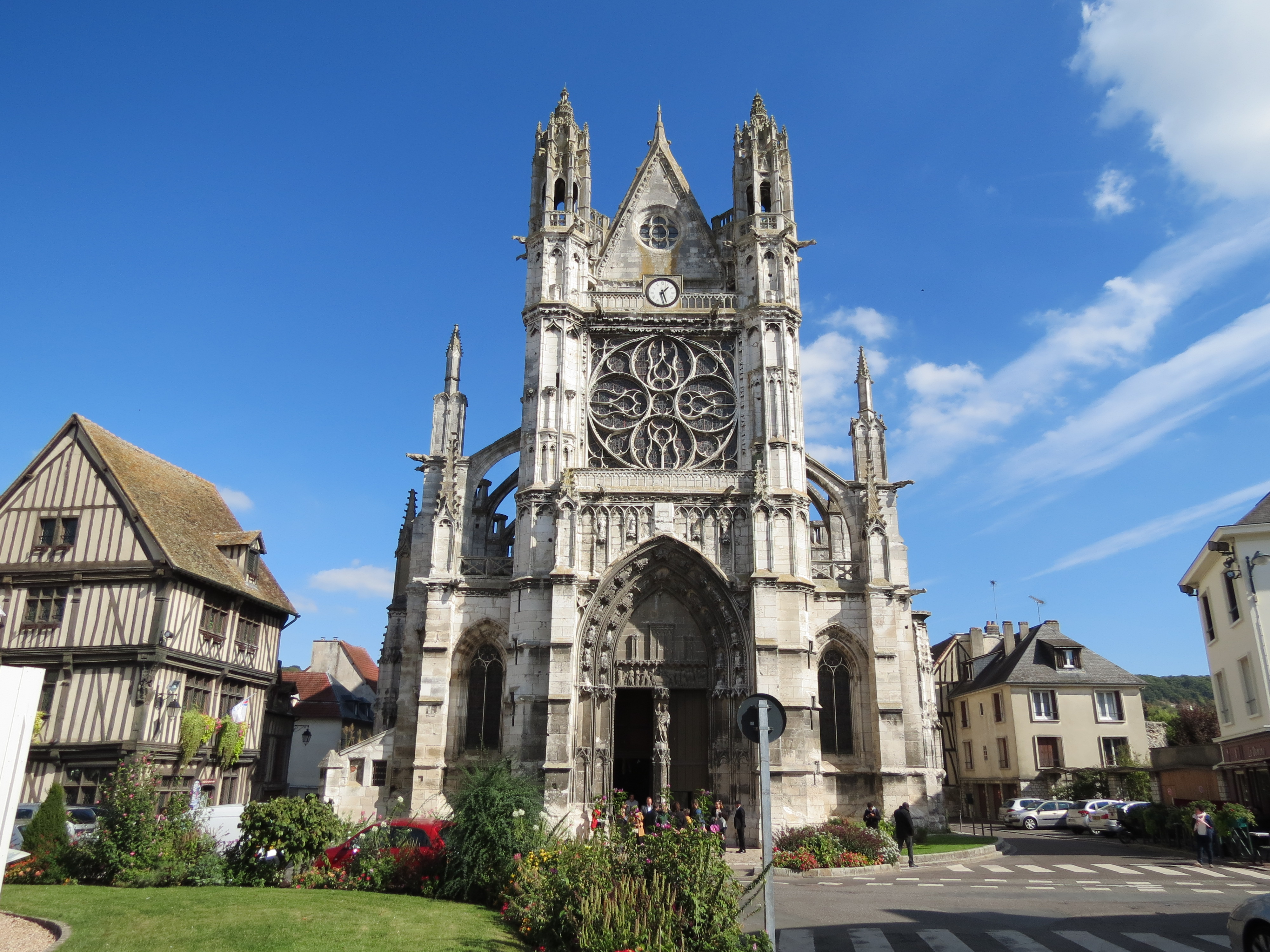
圣母大教堂（法语：Collégiale Notre-Dame de Vernon）
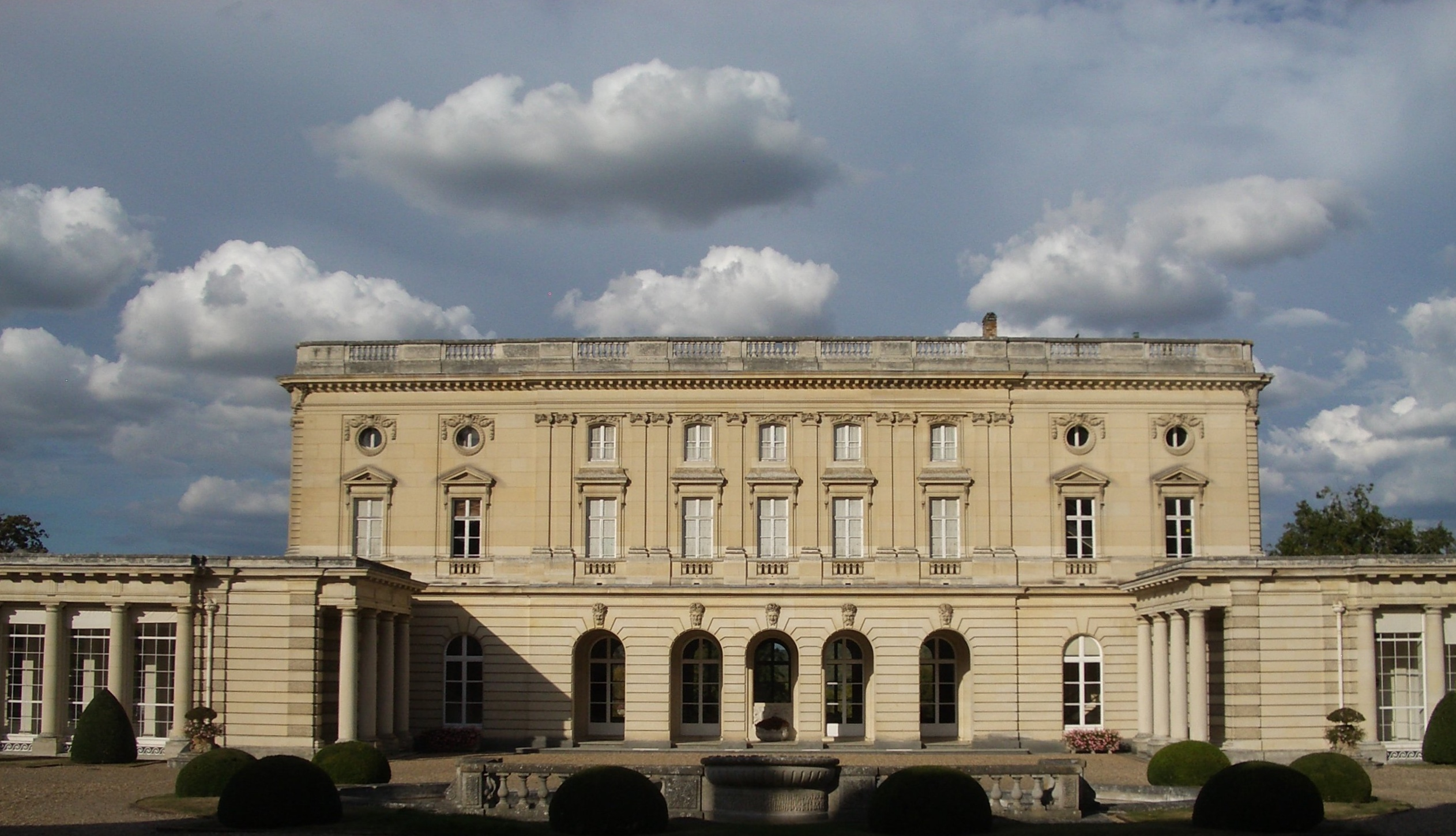
比济城堡（法语：Château de Bizy）
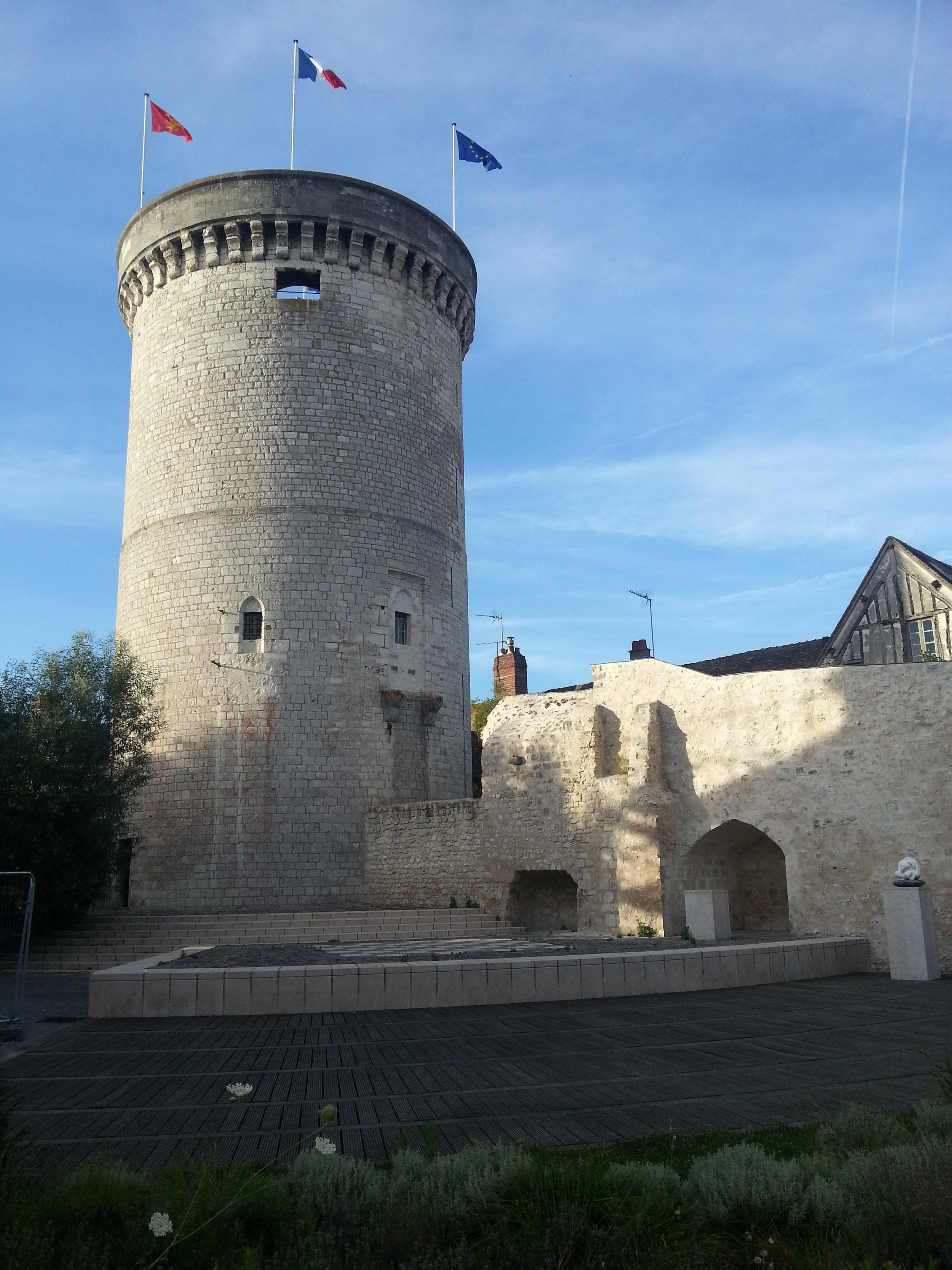
韦尔农城楼
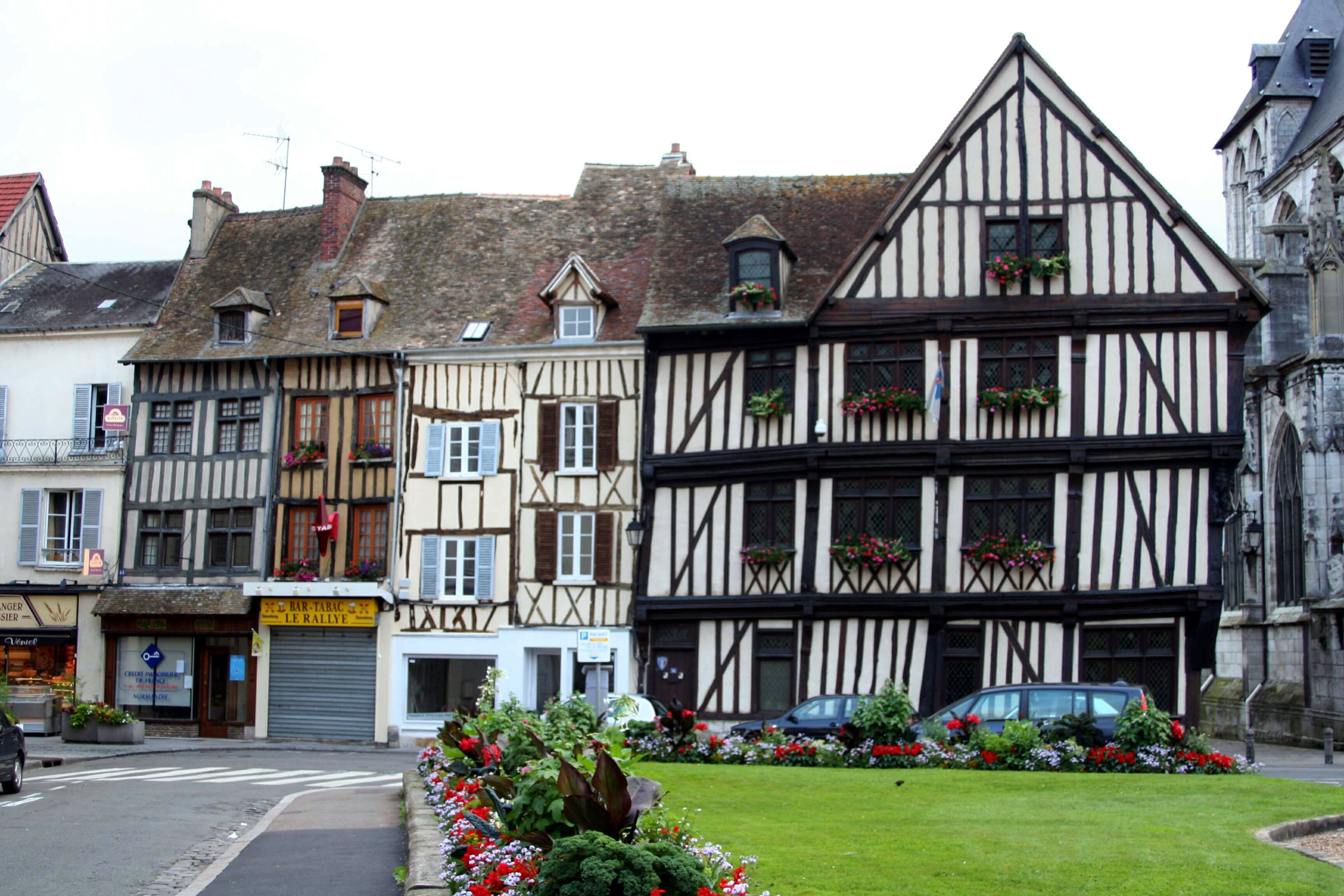
传统民居
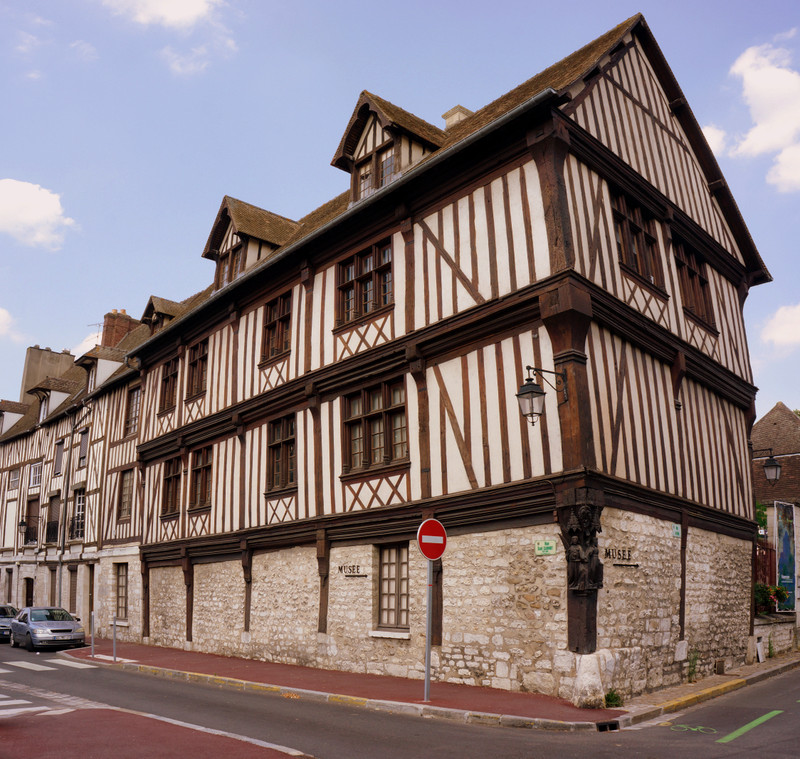
贝纳克楼
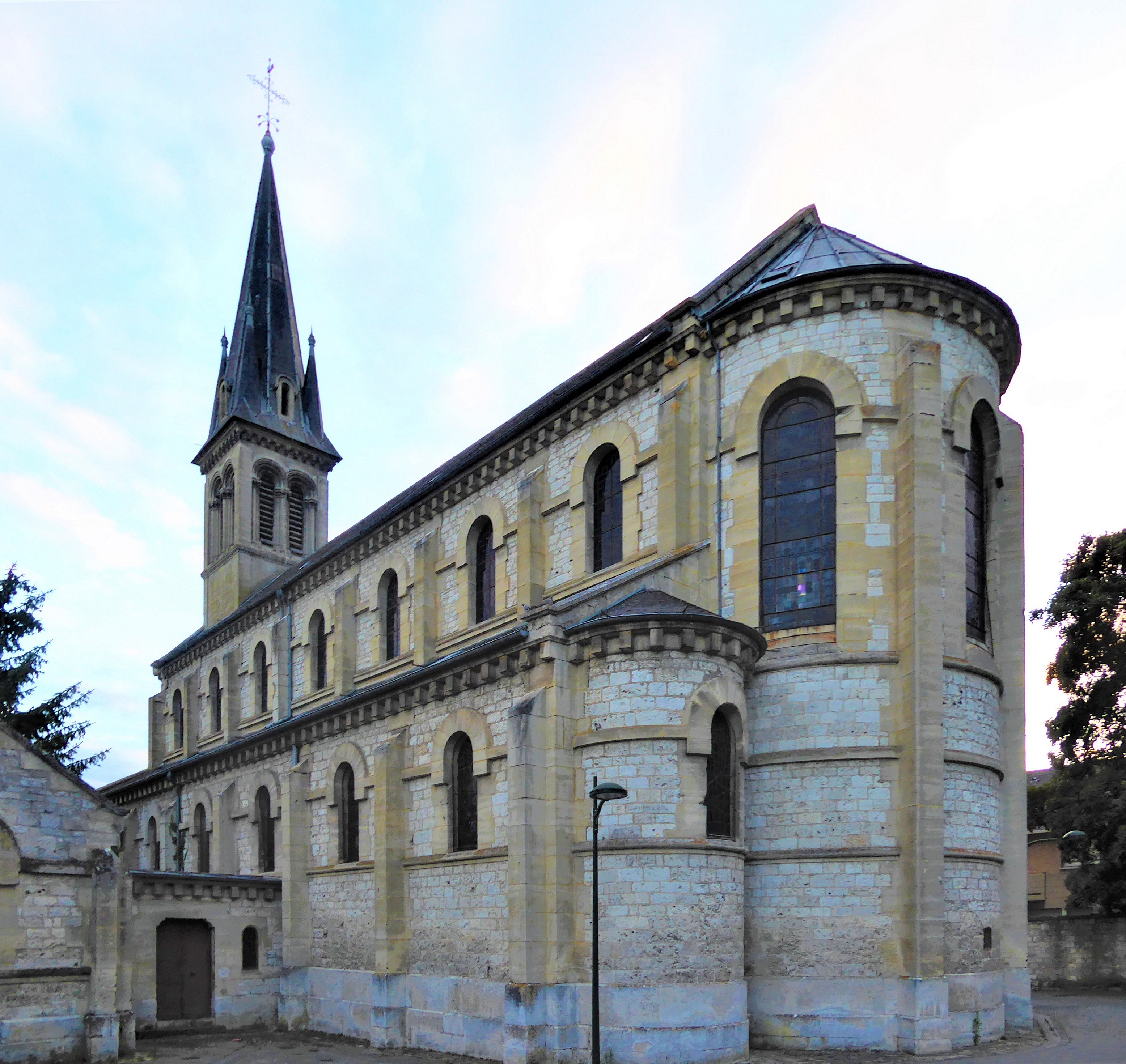
韦尔诺内圣尼古拉教堂（法语：Église Saint-Nicolas de Vernonnet）

### 旅游
韦尔农的旅游事务由其所属的公共社区负责。2020年，韦尔农境内共有1家宾馆共计50间房间。

### 媒体
法国主要的媒体均可在韦尔农接收，法国电视三台下属的诺曼底大区频道在部分时段播出韦尔农所属区域的地方新闻。

## 相关人物
法国政治家卡尔·朗、摄影师欧仁·特吕塔、击剑运动员马蒂厄·古尔丹、音乐家瓦克斯·泰洛尔、足球运动员菲利普·蒙塔尼耶、通戈·敦比亚、莫拉·瓦盖和奥斯曼·登贝莱出生于韦尔农。

## 友好城市
截至2021年3月，韦尔农共与三座城市互为友好城市关系：
- 德国 巴特基辛根
- 義大利 马萨
- 西班牙 休达